# M113
L'M113 és un transport blindat de personal d'origen estatunidenc. El disseny va començar després de la Segona Guerra Mundial, en plena Guerra Freda, on l'M113 havia de substituir els semierugues de sostre descobert, que no protegien a la infanteria de l'artilleria, els metrallaments aeris, la contaminació radioactiva o els atacs amb granades als entorns urbans.
Desenvolupat a partir de la dècada dels 50 per l'empresa Food, Machinery and Chemical Corporation, l'M113 va ser el primer vehicle blindat de combat a fer servir alumini al xassís. La lleugeresa del blindatge complia els requeriments de l'Exèrcit dels Estats Units d'Amèrica d'un vehicle blindat amfibi i capaç de ser transportat amb avió i va entrar en servei l'any 1960.
L'M113 va resultar un èxit comercial gràcies a la seva simplicitat i versatilitat i se'n van fabricar 80.000 unitats amb unes 150 variants de tota classe. El bateig de foc pels primers models va ser durant la Guerra del Vietnam. Posteriorment serviria a nombrosos conflictes arreu del món i avui en dia continua sent un dels principals blindats de molts països.

## Desenvolupament
Després de la Primera Guerra Mundial els teòrics militars J. F. C. Fuller i Basil Liddell Hart fonamentarien un dels punts bàsics de la guerra mecanitzada: l'ús combinat de tancs i infanteria mòbil.
Durant la Segona Guerra Mundial, Alemanya portaria al límit aquesta teoria amb la Blitzkrieg, però també els EUA i el Regne Unit desenvoluparien els seus propis transports seguint aquesta premissa: M3 Half-track, els EUA, SdKfz 251, l'Alemanya nazi, Universal Carrier, el Regne Unit… tot i així, la majoria de la infanteria continuava sent transportada amb trens o camions normals.

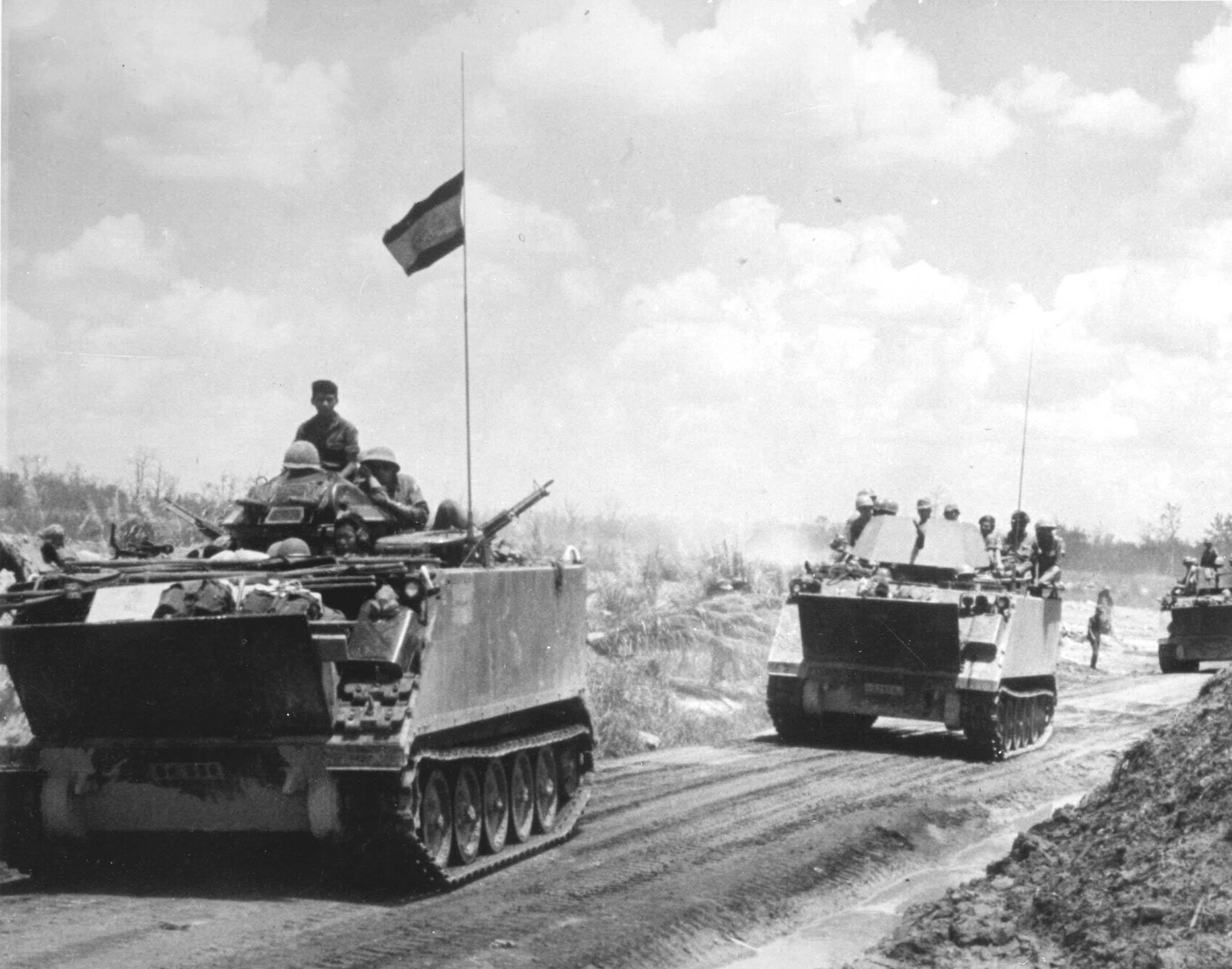
Columna d'M113 de l'exèrcit sud-vietnamita avançant per Cambodja durant la Campanya de Cambodja.

Però amb la millora contínua de la mobilitat dels tancs es va comprovar com els semi-erugues no eren capaços de seguir-los. Aquest defecte era, majoritàriament, perquè les rodes davanteres seguien els contorns del terra. També es va comprovar com els semi-erugues deixaven la infanteria vulnerable a tot tipus d'amenaces per culpa del sostre descobert: artilleria de detonació a l'aire, metrallaments per part d'avions d'atac a terra, contaminació radioactiva, biològica o química, llançament de granades en guerra urbana…
Per solucionar aquest problema els Estats Units d'Amèrica van decidir, acabada la guerra, crear un vehicle blindat que tingués tracció totalment per erugues, com un tanc, i que estigués completament tancat.

### Antecedents
Un dels primers intents de complir amb aquests requeriments va ser l'M75, l'any 1952. Aquest blindat de la International Harvester Corporation estava fabricat amb acer i podia transportar 10 soldats més el comandant i el conductor.

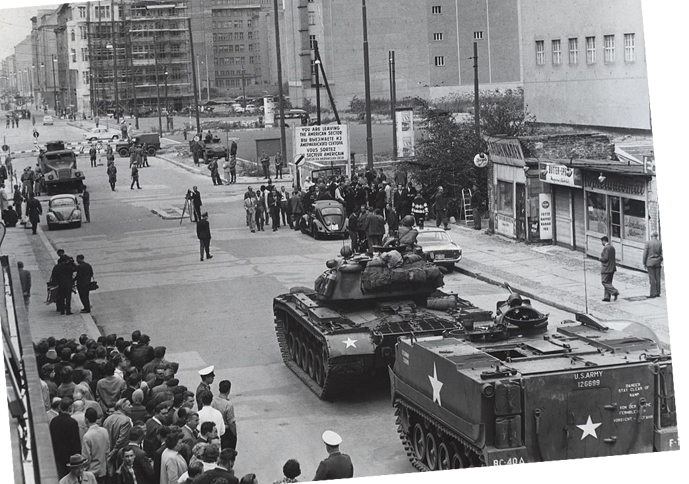
Un tanc M48 Patton i un M59 vigilen la frontera entre el sector americà i soviètic de Berlín l'octubre de 1961.

El problema és que el seu cost era massa elevat, 100.000 $ per unitat, i se'n va desestimar la producció al cap de dos anys. Tot i així, es van fer servir a la Guerra de Corea i posteriorment van ser venuts a l'Exèrcit Belga.
El següent intent seria l'M59, desenvolupat per la Food, Machinery and Chemical (FMC) Corporation l'any 1954. En aquest cas es feien servir dos motors de camió comercials per abaratir-ne el cost. El problema és que no tenien prou potència per seguir el ritme dels tancs M48 Patton i a més a més estaven poc blindats. Finalment se'n va desestimar la producció l'any 1960 amb només 4.000 unitats fabricades.

### T113 i T117
L'any 1956, l'Army Ordnance Tank-Automotive Command (ATAC), va iniciar un projecte per un nou transport blindat de personal. Els requisits eren d'un transport lleuger multi-funció per a unitats blindades i d'infanteria, capaç de desplaçar-se per l'aigua i ser llançat en paracaigudistes des d'un avió.

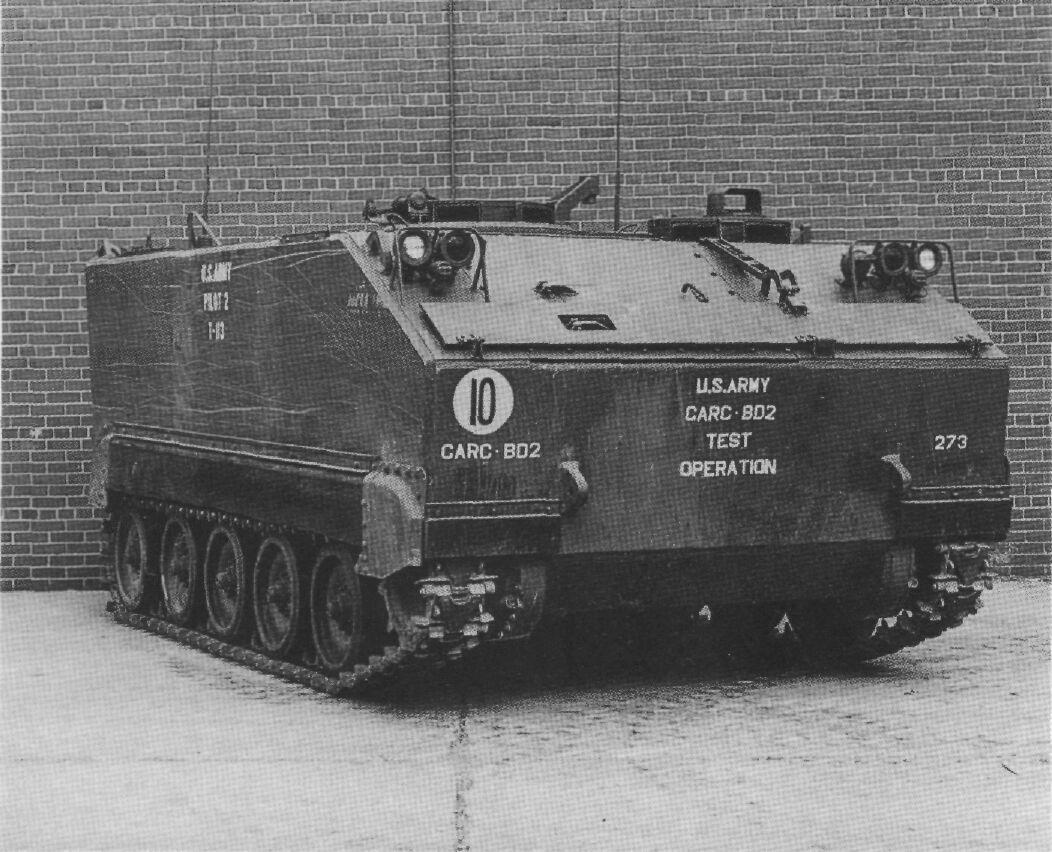
Un dels prototips T113 desenvolupat per la FMC Corporation, amb xassís d'alumini.

Un fet coincident, i que resultaria vital pel desenvolupament de l'M113, és que després de la Guerra de Corea la demanda d'alumini havia decrescut de forma molt important. Per trobar noves sortides al producte els fabricants en van enviar mostres a l'exèrcit dels EUA, que van decidir fer l'any 1957 dos tipus de prototips:
- T113. Cinc prototips fabricats amb xassís d'alumini.
- T117. Cinc prototips construïts amb xassís d'acer.[11]

Tot i que per obtenir el mateix blindatge s'havia de posar tres cops el gruix de l'acer, obtenint un pes semblant, la rigidesa de l'alumini permetia eliminar estructures de reforç de l'interior fent més lleugera la versió T113.
Així doncs, tot i el cost del metall, es va decidir apostar pel T113, escollint components estàndard per la resta d'elements. Se'n van fer dos prototips més, T113E1 i T113E2, amb diferents distribucions internes de blindatge, que es van provar balísticament determinant-se que el T113E2, una mica més pesant, oferia més protecció i decantant-se pel model E2. El 1959 es farien les proves de fabricació i l'any 1960 sortirien de la fàbrica de San José, a Califòrnia, els primers T113E2, rebent la denominació estàndard de M113.

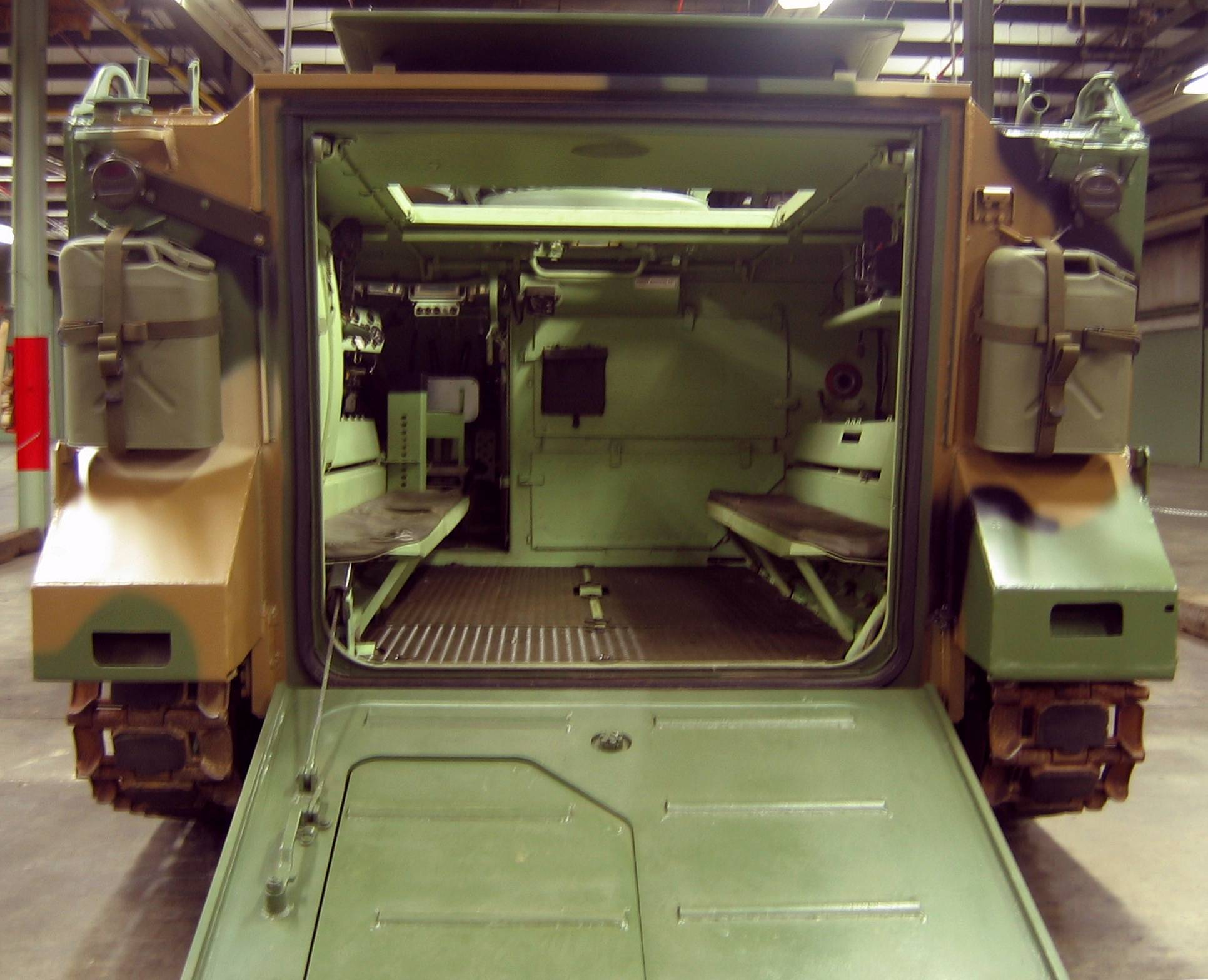
Interior d'un M113 exposat al American Armored Foundation Museum de Danville, Virgínia.

## Característiques

### Blindatge i distribució
L'M113 és un transport blindat de personal amb forma de paral·lelepípede rectangular, lleugerament inclinat frontalment, dissenyat per transportar un escamot d'infanteria totalment equipat o 6,54 metres cúbics de material.
El motor està situat al davant del vehicle, al lateral dret. Al costat esquerre del frontal hi ha la posició del conductor.
Just darrere dels compartiments del conductor i del motor, amb aquest darrer aïllat, hi ha el compartiment de tropa. Aquest espai és un gran compartiment buit, amb bancs als laterals perquè els soldats s'asseguin. A la vora del frontal hi ha una escotilla al sostre des d'on el comandant pot observar o fer anar la metralladora Browning M2. Darrere de l'escotilla hi ha una altra portella al sostre, més gran, per on els soldats poden sortir.
Finalment, al darrere de tot hi ha una petita porta per sortir dins d'una gran rampa abatible hidràulicament per permetre un desplegament ràpid de la infanteria des del darrere.

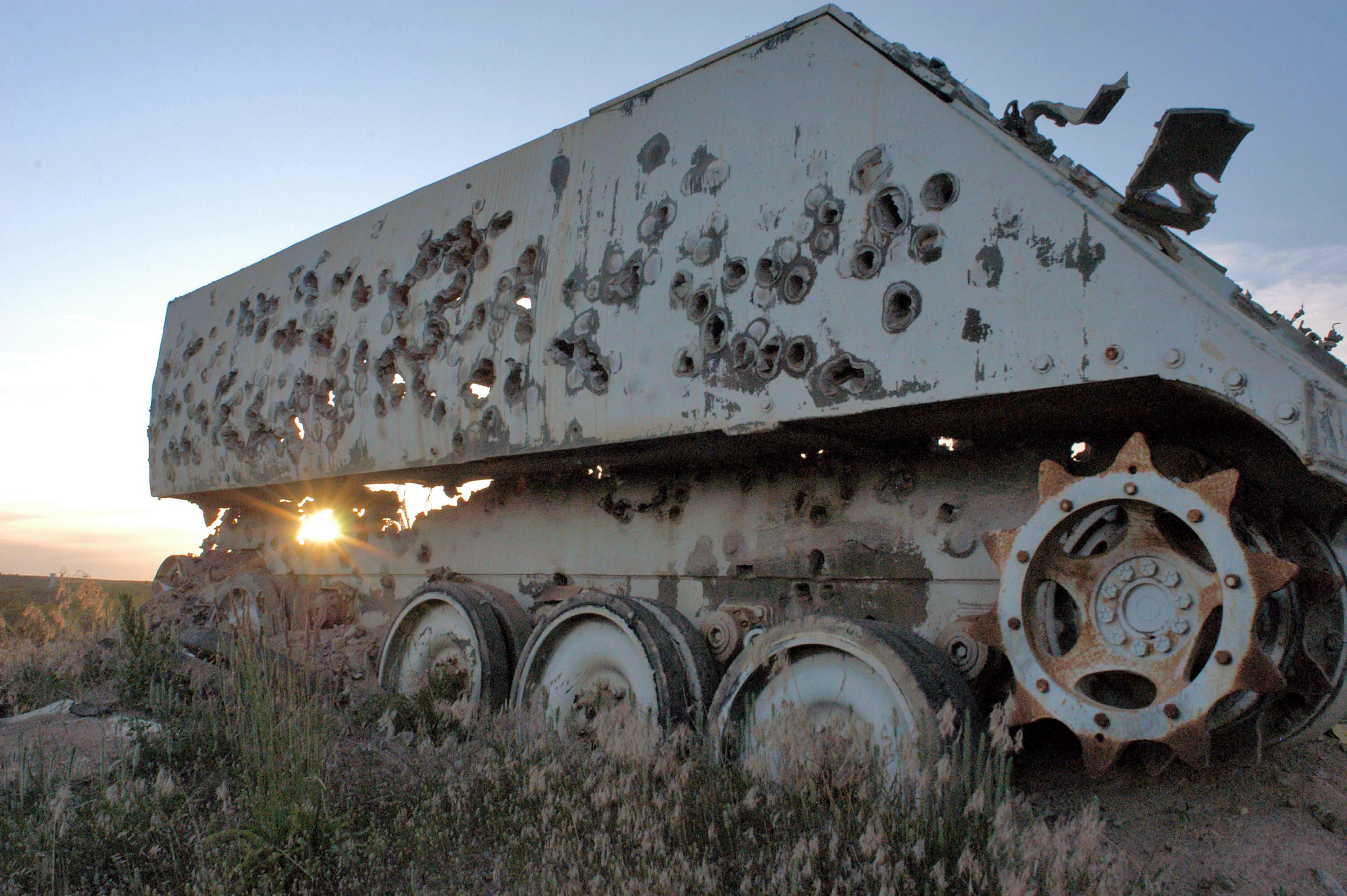
Un M113 usat com a blanc per avions A-10 Thunderbolt II al Fort Leonard Wood.

Tot aquest xassís està fabricat amb l'aliatge tipus 5083. Aquest aliatge d'alumini conté manganès i magnesi i és fabricat mitjançant laminació en fred. El gruix del blindatge oscil·la entre els 19,05 i els 31,75 mm (0,75 i 1,25 polzades imperials). En global el xassís ofereix protecció contra armes lleugeres i resquills d'artilleria.

### Armament
L'armament estàndard de l'M113 és una metralladora Browning M2HB de calibre 12,7 mm amb 2.000 cartutxos. L'arma va muntada sobre la cúpula M24A2 del comandant, que és qui la serveix, i està alimentada mitjançant caixes de munició amb cintes de 100 cartutxos. L'elevació va des dels -21º fins als +53º amb una capacitat de gir de 360°.
La metralladora M2HB té un canó més pesant que li permet disparar de forma més constant, tot i que redueix el rati de foc. En total la metralladora pesa 38,1 kg, té una longitud d'1,65 m i una cadència de tir d'entre 400 i 500 bales per minut. Sovint els M113 disposen d'un trípode a la part superior del vehicle que permet desmuntar la M2HB fent-se servir per a la infanteria.

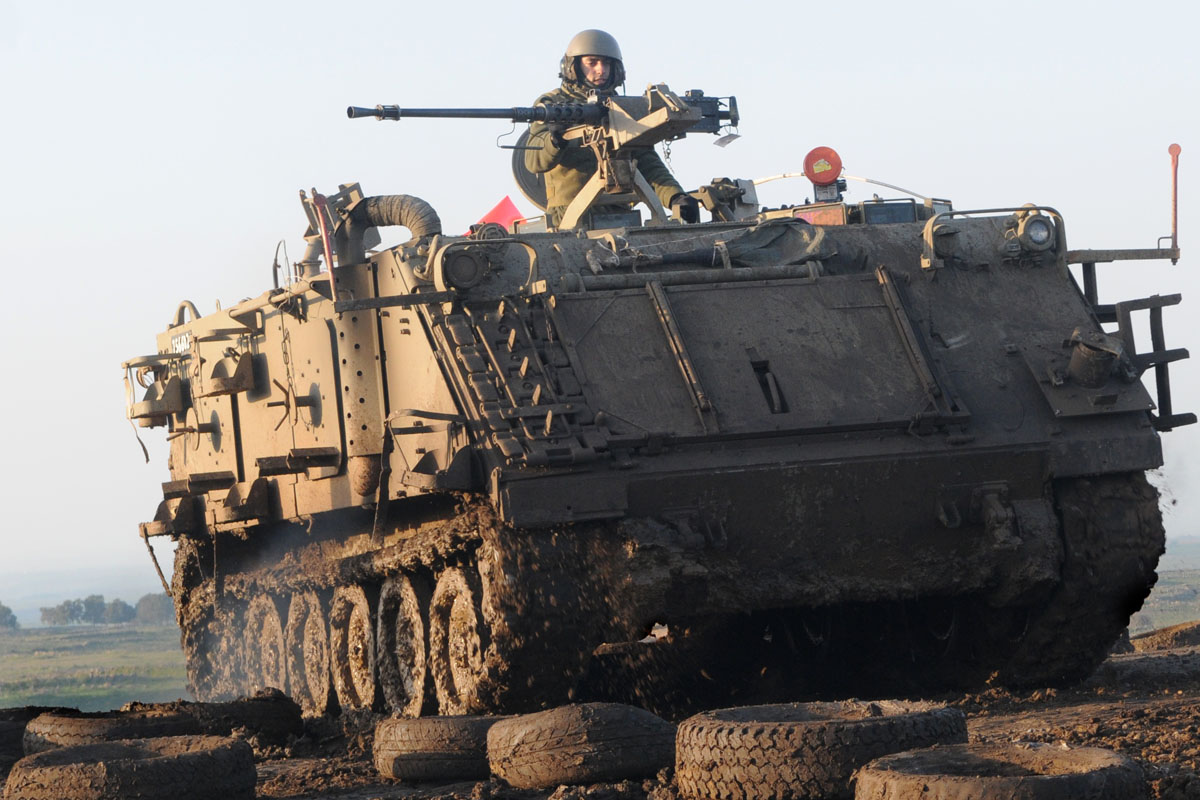
Un cadet israelià serveix la metralladora Browning M2 d'un M113 durant una competició d'artillers l'any 2012.

El problema d'aquesta configuració és que el comandant s'ha d'encarregar de la tasca de dirigir la tropa i alhora fer anar la metralladora. A més a més, tot i que posteriorment es corregiria amb escuts, la posició no disposa de cap mena de protecció quan es dispara. Per altra banda, en entorns contaminats tampoc és possible usar l'arma perquè es comprometria la seguretat dels tripulants.

### Sistema motor
L'M113 original està propulsat per un motor Chrysler V-8 75M refrigerat per aigua que proporciona una potència màxima de 209 bhp a 4.000 rpm.
Aquest motor, posteriorment, seria, en general, ràpidament substituït. El principal canvi va ser just després que s'iniciés la producció quan es va sol·licitar una variant amb motor dièsel per estalviar combustible. El motor seleccionat fou el Detroit 6V53, fabricat per la General Motors, amb una potència de 215 bhp a 2.800 rpm. Aquest motor va acoblat a una transmissió TX-100-1 que ofereix quatre marxes endavant.
A tots els M113 la direcció és la mateixa, un model DS200, fabricat per la FMC, amb una sola velocitat de tipus diferencial engranat amb frens de banda. Aquests frens de banda estan connectats mecànicament a les palanques de direcció al compartiment del conductor i s'usen tant per dirigir el vehicle com per frenar.
Finalment tot això va connectat a les rodes tractores que impulsen una cadena composta per 64 baules al costat dret i 63 a l'esquerra, asimètric a causa de la suspensió per barres de torsió. Les baules fan 0,15 metres de llarg (6 polzades) per 0,38 m d'ample (15 polzades) i s'hi poden acoblar blocs de goma per suavitzar els desplaçaments per carretera i el soroll.

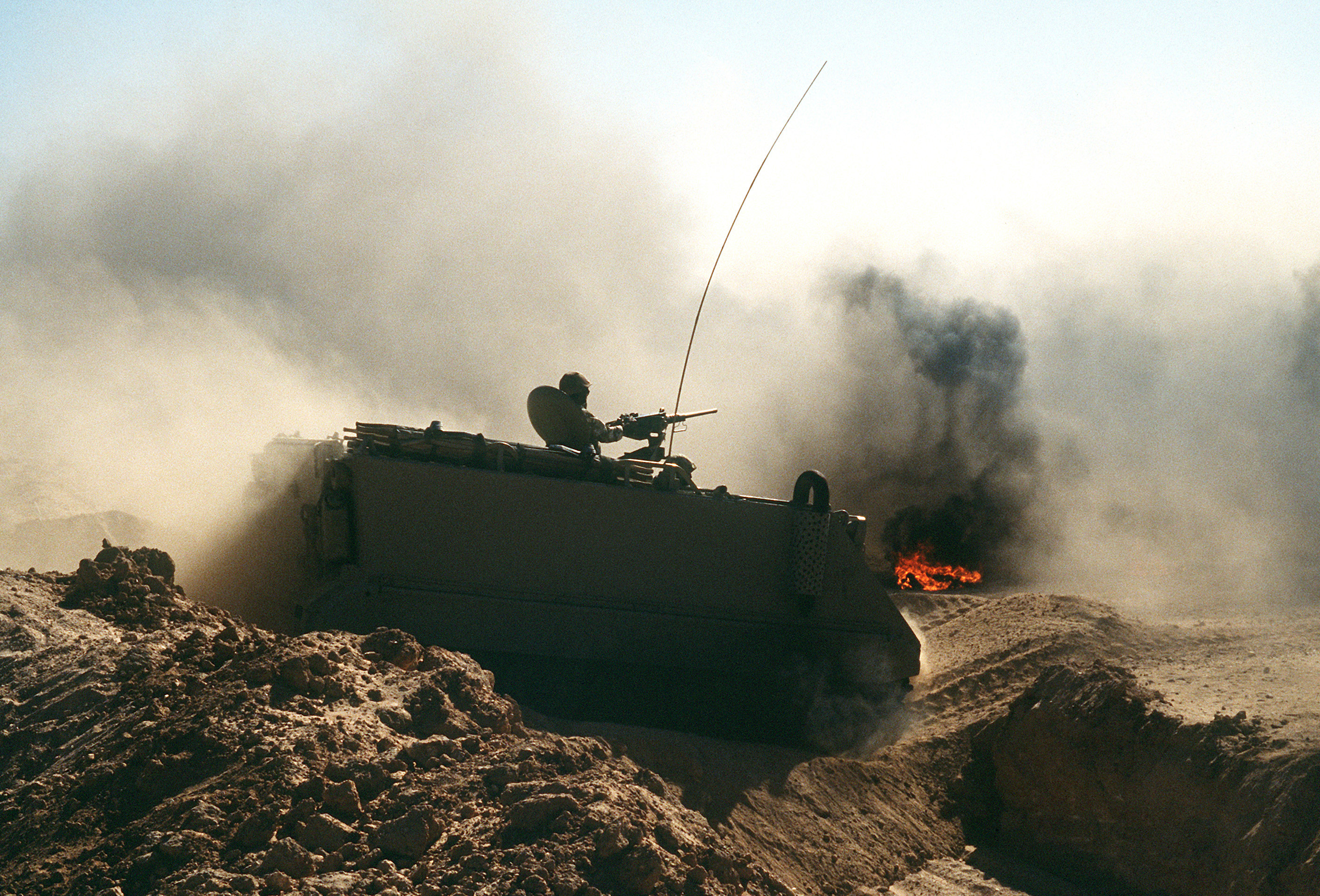
Un M113 kuwaitià creuant una trinxera en una demostració durant la Guerra del Golf.

Les cinc rodes de rodament a cada costat, fabricades amb alumini, fan un diàmetre de 0,61 metres (24 polzades) i van connectades a un sol braç amb sistema de barres de torsió. A més a més, la primera i l'última roda també porten amortidors hidràulics. Per mantenir la tensió de les cadenes entre la roda tractora del darrere i la darrera roda de rodament hi ha un corró operat hidràulicament que permet ajustar la tensió.
En global l'M113A1 pot anar a una velocitat màxima de 67 km/h amb una autonomia de 483 km. En termes de mobilitat, pot superar pendents del 60%, talussos laterals del 30%, murs verticals de fins a 0,6 m, trinxeres d'1,68 m i el radi de gir és de 8,53 m. La vida útil de la cadena generalment excedix els 4.800 km (3.000 milles) arribant fins i tot als 14.000 km (9.000 milles).
Per altra banda l'M113 pot ser transportat, i també desplegat des de l'aire amb paracaigudes, amb els avions C-130 i C-141. Aquest fet fa que sigui barat de desplegar a llargues distàncies i per això els M113, amb el temps, han esdevingut un vehicle habitual de les missions de pau internacionals.
Generalment, si no s'hi han aplicat modificacions, els M113 també són amfibis. Per desplaçar-se per l'aigua simplement s'ha d'aixecar una xapa metàl·lica, que millora la forma hidrodinàmica, i aleshores l'M113 pot avançar a una velocitat de 5 km/h. Per evitar que s'enfonsi totes les obertures tenen tires de goma i també hi ha un parell de bombes de sentina per treure l'aigua amb una capacitat de treure 166 L/min entre les dues, una al davant i a l'esquerra i l'altre al darrere.

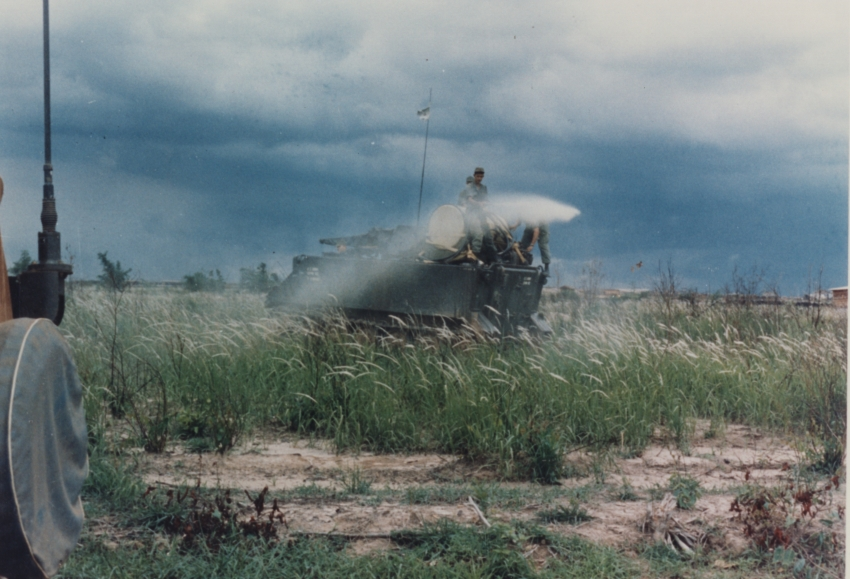
Soldats dels EUA fumigant amb agent taronja un camp des d'un M113 durant la Guerra del Vietnam.

### Equip electrònic i òptic
L'equip electrònic de l'M113 funciona mitjançant un parell de bateries de 12V connectades en sèrie i que es carreguen amb l'alternador del motor.
En l'apartat òptic, la cúpula del comandant està envoltada per 5 periscopis que donen un angle de visió proper als 360°.
El conductor també disposa de 4 periscopis al costat de l'escotilla, amb la possibilitat d'afegir dispositius de visió infraroja per operacions nocturnes.

## Versions
Durant els anys, mantenint la mateixa línia bàsica, l'M113 s'ha anat actualitzant: canviant alguns components, afegint-ne d'altres... A l'exèrcit dels EUA n'hi ha 4 versions bàsiques:
- M113, versió original que va entrar en servei l'any 1960.
- M113A1, va entrar en servei l'any 1964. Canvia el motor de benzina per un motor dièsel General Motors 6V53T V6 de 275 CV. També incorpora un canvi de marxes automàtic.
- M113A2, va començar a substituir la producció dels M113A1 l'any 1979. S'hi millora l'equipament de refrigeració i s'hi afegeix una suspensió millorada. Alguns M113 i M113A1 es van millorar a A2.
- M113A3, es va adoptar l'any 1986. Se'n va allargar el xassís, es va millorar el blindatge i es va canviar la distribució, per exemple els dipòsits de combustible es mouen als laterals del darrere. En aquest cas el vehicle ofereix protecció d'armes de fins a un calibre de 14,5 mm.

## Variants
L'M113, a causa de ser un vehicle barat i fiable, ha esdevingut la base d'un gran nombre de variants. L'estimació és de fins a 150 tipus, ja sigui per ús civil o militar. Les variants més destacables són:
- ACAV, Armored Cavalry Assault Vehicle. Quan el primer M113 va entrar en combat a l'exèrcit de la República del Vietnam, l'any 1962, els vietnamites van trobar a faltar més protecció i potència de foc, ja que habitualment usaven els M113 a primera línia. Quan l'11è Regiment de Cavalleria dels EUA va arribar al Vietnam també va patir aquesta mancança i van reclamar una variant: es va afegir un escut per l'artiller de la Browning M2, es van instal·lar dues metralladores M60 amb escut als laterals. També es van treure tots els seients, excepte el del conductor, per tenir més espai per munició i es va afegir blindatge de titani a terra per disminuir els efectes de les mines.[18]

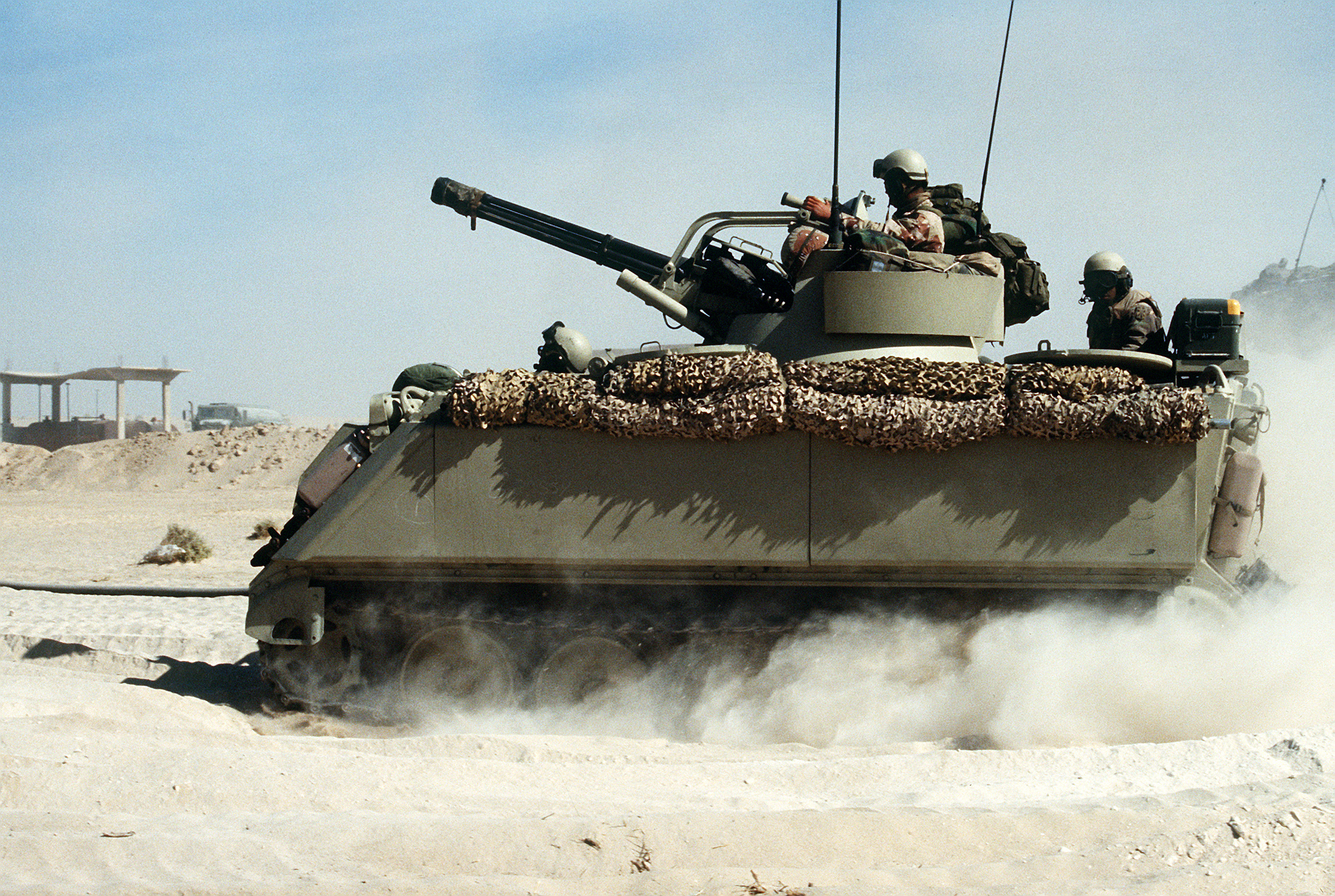
Un M163 entra a una base per a reabastir-se durant l'Operació Escut del Desert l'any 1992.

- M48 Chaparral. És una variant de defensa antiaèria que adapta el míssil aire-aire de la Marina dels Estats Units d'Amèrica Sidewinder IC al xassís de l'M113. Els míssils es disparen des d'una plataforma amb 4 rails, designat M54. Va ser dissenyat a partir de l'any 1966 per l'empresa Ford Aerospace and Communications Corporation i va entrar en servei l'any 1969.[19]
- M106 i M125 Armored Self-Propelled Mortar. Són dues variants que transformen l'M113 en un morter autopropulsat. El sostre del xassís ha estat modificat per incorporar una gran escotilla circular i s'hi reforça la part inferior per absorbir el retrocés del morter. El model M106 incorpora un morter de 107 mm i el model M125 incorpora un morter de 81 mm.[19]
- M132 Self-Propelled Flame Thrower. És una modificació que substitueix la cúpula del comandant per un llançaflames M10-8 i que elimina el compartiment de tropa per posar-hi un dipòsit de 200 galons (~750 litres) de combustible. Se'n van produir un total de 351 unitats fins al 1965, quan se'n va finalitzar la producció. L'abast de l'arma era d'uns 130 metres, 150 iardes, podent disparar durant 30 segons seguits.[20]
- M163 20mm Vulcan Air-Defense Gun. S'afegeix un canó Gatling rotatiu de 6 canons de 20 mm sobre el xassís de l'M113. L'abast del radar és d'uns 4.500 m i subministra informació al sistema de tir sobre la futura posició de l'objectiu. El rati de foc pot ser de 1.000 trets per minut o 3.000, i també es poden disparar ràfegues de 10, 30, 60 o 100 bales amb una cadència més ràpida. Dissenyat per la General Electric Company, va entrar en servei l'any 1968.[21]

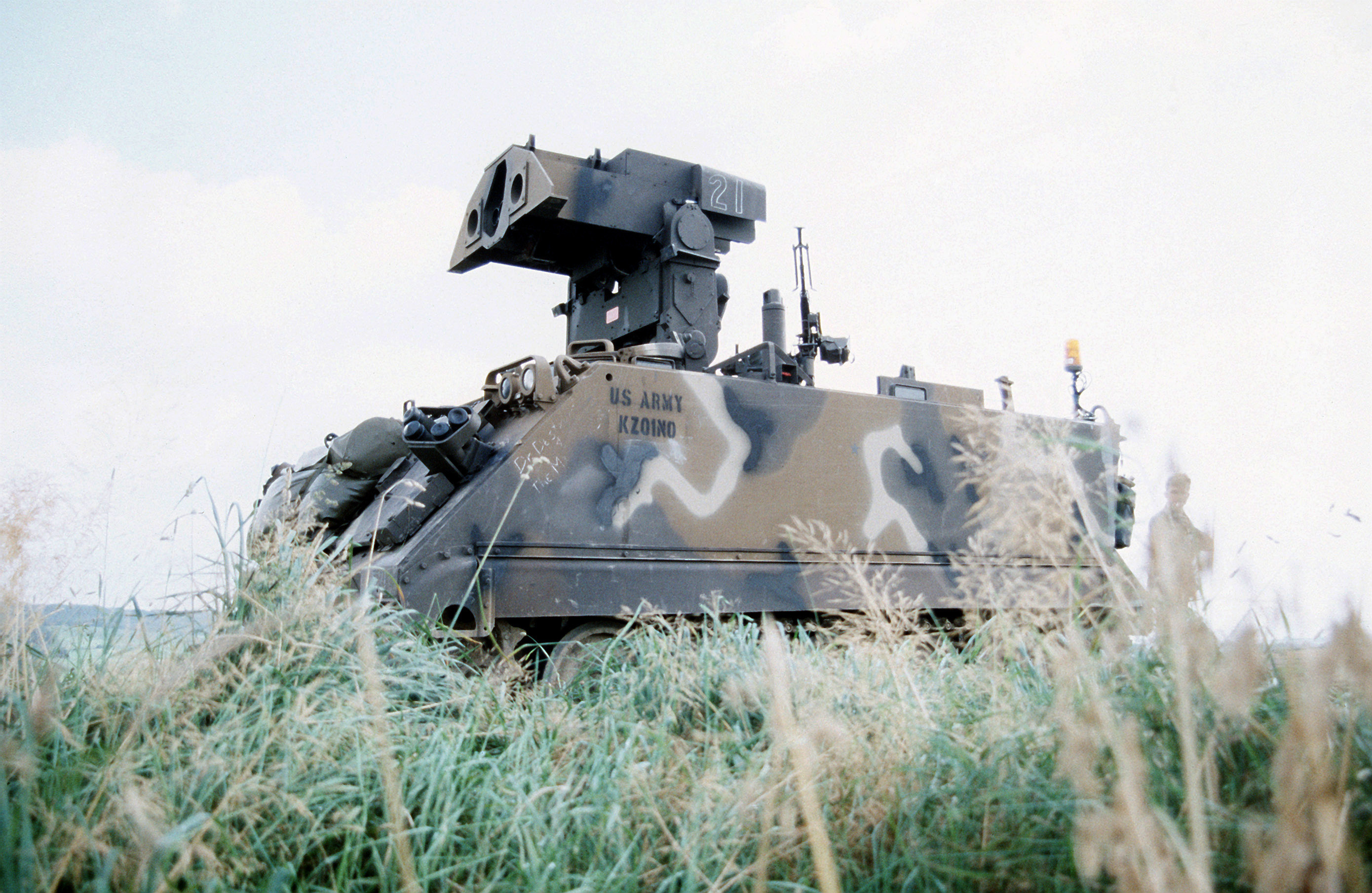
Detall de la llançadora dels míssils TOW d'una variant M901.

- M548 Cargo Carrier. És un transport de material que va entrar en servei l'any 1965 per l'Army Signal Corps. Serveix per transportar fins a 6 tones de municions i subministraments per terrenys difícils on altres vehicles no hi podrien transitar modificant àmpliament tot el xassís.
- M577 Command Post. Aquesta variant suprimeix l'armament i incorpora una superestructura perquè la tripulació pugui estar-se dreta i per tenir més espai per equip de telecomunicacions i mapes. També s'ha fet servir aquest xassís com a controlador per a l'artilleria i com a ambulància.
- M667 Lance Missile Carrier. Tot el xassís és modificat per transportar míssils Lance MGM52C que pesen ~1.300 kg i tenen un abast de 120 km. La variant M752 té la capacitat de llançar els míssils, que poden dur un cap nuclear, mentre que la variant M688, que solen anar junts, transporta dos míssils i a més a més porta una grua per carregar els M752.[22]
- M901 Anti-Tank Combat Vehicle. Incorpora una torreta amb dos llançadors de míssils antitancs TOW. La plataforma de llançament es pot aixecar o abaixar amb dos braços i també disposa d'una mira d'adquisició x13 que serveix per apuntar i guiar els míssils.